# Devarahalli, Chiknayakanhalli
Devarahalli là một làng thuộc tehsil Chiknayakanhalli, huyện Tumkur, bang Karnataka, Ấn Độ.